# 帕雷哈 (瓜达拉哈拉省)
帕雷哈，是西班牙卡斯蒂利亚-拉曼恰瓜达拉哈拉省的一个市镇。总面积92平方公里，总人口485人（2001年），人口密度5人/平方公里。